# Campionato italiano di pugilato professionisti maschile dei pesi mediomassimi
Il Campionato italiano di pugilato pesi mediomassimi organizzato dalla FPI, è la massima competizione pugilistica in Italia riservata ai pugili professionisti il cui peso è compreso tra 76,203 e 79,378 kg. Gli atleti vincitori si fregiano del titolo di campione d'Italia dei pesi mediomassimi.

La prima edizione si svolse a Milano il 22 settembre 1913, quando Alessandro Valli sconfisse Carlo Negri ai punti su 20 riprese.

## Albo d'oro pesi mediomassimi

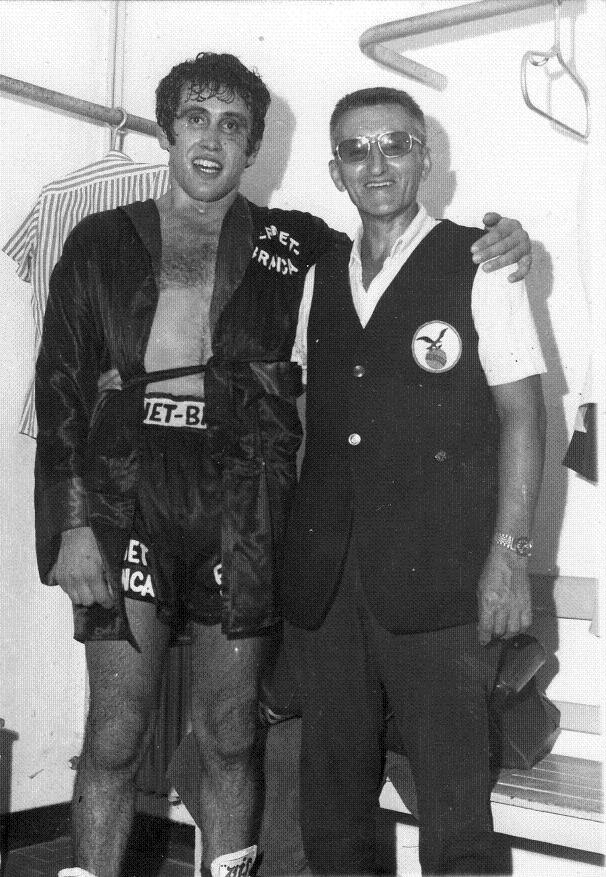
A sinistra, Aldo Traversaro, campione d'Italia dei pesi mediomassimi per 10 volte consecutive, record per la categoria

| Ed. | Data           | Luogo                    | Campione d'Italia   | Verdetto    | Sfidante                                |
| --- | -------------- | ------------------------ | ------------------- | ----------- | --------------------------------------- |
| 1   | 22/09/1913     | Milano                   | Alessandro Valli    | PT 20       | Carlo Negri                             |
| 2   | 12/06/1914     | Milano                   | Eugenio Pilotta     | PT 20       | Alessandro Valli                        |
| 3   | 17/05/1919     | Milano                   | Eugenio Pilotta     | SQ 1        | Carlo Negri                             |
| 4   | 19/09/1919     | Milano                   | Eugenio Pilotta     | KOT (AB) 5  | Carlo Negri                             |
| 5   | 27/09/1922     | Milano                   | Rino Contro         | KO 1        | Eugenio Pilotta                         |
| 6   | 07/03/1926     | Milano                   | Rinaldo Palmucci    | KO 8        | Rino Contro                             |
| 7   | 29/06/1926     | Roma                     | Michele Bonaglia    | PT 15       | Rinaldo Palmucci                        |
| 8   | 09/10/1926     | Milano                   | Michele Bonaglia    | KOT (AB) 14 | Armando De Carolis                      |
| 9   | 02/07/1927     | Torino                   | Michele Bonaglia    | PT 15       | Rinaldo Palmucci                        |
| 10  | 07/02/1928     | Torino                   | Michele Bonaglia    | PT 12       | Giuseppe Spalla                         |
| 11  | 11/11/1929     | Milano                   | Michele Bonaglia    | PT 12       | Luigi Buffi                             |
| 12  | 10/02/1931     | Torino                   | Merlo Preciso       | PT 15       | Carlo Saraudi                           |
| 13  | 05/09/1931     | Torino                   | Merlo Preciso       | KOT (AB) 8  | Emilio Bernasconi                       |
| 14  | 30/04/1932     | Roma                     | Primo Ubaldo        | PT 12       | Mario Lenzi                             |
| 15  | 21/07/1932     | Torino                   | Michele Bonaglia    | PT 12       | Primo Ubaldo                            |
| 16  | 16/10/1932     | Varese                   | Emilio Bernasconi   | KO 3        | Michele Bonaglia                        |
| 17  | 13/11/1932     | Varese                   | Emilio Bernasconi   | KOT 5       | Primo Ubaldo                            |
| 18  | 09/03/1933     | Livorno                  | Mario Lenzi         | KOT (AB) 7  | Emilio Bernasconi                       |
| 19  | lMario Casadei | PT 12                    | Fausto Rossi        |             |                                         |
| 25  | 01/09/1939     | Venezia                  | Mario Casadei       | PT 12       | Gerolamo Giusto                         |
| 26  | 06/06/1940     | Milano                   | Alfredo Oldoini     | PT 12       | Mario Casadei                           |
| 27  | 26/10/1940     | Bologna                  | Alfredo Oldoini     | PARI 12     | Fausto Rossi                            |
| 28  | 07/09/1941     | Roma                     | Alfredo Oldoini     | PARI 12     | Fausto Rossi                            |
| 29  | 10/05/1943     | Milano                   | Luigi Musina        | PT 12       | Giovanni Martin                         |
| 30  | 22/04/1946     | Genova                   | Luigi Musina        | PT 12       | Giovanni Martin                         |
| 31  | 22/09/1946     | Livorno                  | Enrico Bertola      | KOT (AB) 6  | Luigi Musina                            |
| 32  | 12/06/1947     | Livorno                  | Giovanni Martin     | PT 12       | Fausto Rossi                            |
| 33  | 20/12/1947     | Roma                     | Giovanni Martin     | KO 3        | Franco Anderlucci                       |
| 34  | 24/02/1949     | Pistoia                  | Giuliano Pancani    | PT 12       | Giovanni Martin                         |
| 35  | 30/11/1949     | Milano                   | Renato Tontini      | PT 12       | Giovanni Martin                         |
| 36  | 27/03/1950     | Ferrara                  | Renato Tontini      | KO 10       | Giuliano Pancani                        |
| 37  | 22/06/1954     | Roma                     | Ivano Fontana       | PT 10       | Ivano Fontana Giovanbattista Alfonsetti |
| 38  | 22/05/1955     | Milano                   | Ivano Fontana       | KOT 12      | Lorenzo Rocci                           |
| 39  | 18/01/1956     | Roma                     | Fernando Jannilli   | KOT (IM) 5  | Ivano Fontana                           |
| 40  | 21/04/1956     | Milano                   | Artemio Calzavara   | KOT 12      | Fernando Jannilli                       |
| 41  | 14/06/1956     | Saint-Vincent            | Artemio Calzavara   | KOT (IM) 11 | Sandro D’Ottavio                        |
| 42  | 31/10/1956     | Prato                    | Artemio Calzavara   | KOT (AB) 10 | Ivano Fontana                           |
| 43  | 15/01/1957     | Varese                   | Artemio Calzavara   | PT 12       | Sergio Burchi                           |
| 44  | 31/07/1957     | Roma                     | Sandro D'Ottavio    | PT 12       | Rocco Mazzola                           |
| 45  | 14/12/1957     | Milano                   | Rocco Mazzola       | PT 12       | Sandro D’Ottavio                        |
| 46  | 28/06/1958     | Saint-Vincent            | Rocco Mazzola       | KOT (IM) 4  | Sandro D’Ottavio                        |
| 47  | 23/09/1958     | Civitavecchia            | Domenico Baccheschi | PT 12       | Rocco Mazzola                           |
| 48  | 27/12/1958     | Roma                     | Sante Amonti        | KOT 11      | Domenico Baccheschi                     |
| 49  | 01/06/1959     | Roma                     | Sante Amonti        | PT 12       | Rocco Mazzola                           |
| 50  | 08/03/1960     | Roma                     | Giulio Rinaldi      | KOT (AB) 2  | Sante Amonti                            |
| 51  | 07/12/1962     | Roma                     | Piero Del Papa      | PT 12       | Piero Tomasoni                          |
| 52  | 27/06/1963     | Saint-Vincent            | Piero Del Papa      | NC 11       | Guerrino Scattolin                      |
| 53  | 14/09/1963     | Pisa                     | Piero Del Papa      | PT 12       | Guerrino Scattolin                      |
| 54  | 06/08/1964     | Ascoli Piceno            | Piero Del Papa      | KOT (IM) 11 | Benito Michelon                         |
| 55  | 16/10/1964     | Torino                   | Piero Del Papa      | NC 11       | Alfredo Vogrig                          |
| 56  | 26/12/1964     | Alessandria              | Benito Michelon     | PT 12       | Piero Del Papa                          |
| 57  | 18/06/1965     | Milano                   | Vittorio Saraudi    | KOT (AB) 10 | Benito Michelon                         |
| 58  | 28/06/1967     | Treviso                  | Vittorio Saraudi    | PT 12       | Guerrino Scattolin                      |
| 59  | 18/10/1968     | Pavia                    | Vittorio Saraudi    | KOT (AB) 6  | Giovanni Biancardi                      |
| 60  | 03/10/1969     | Pavia                    | Giovanni Biancardi  | PT 12       | Guerrino Scattolin                      |
| 61  | 13/03/1970     | Milano                   | Gianfranco Macchia  | KOT (AB) 7  | Giovanni Biancardi                      |
| 62  | 22/08/1970     | Anzio                    | Giulio Rinaldi      | SQ 8        | Gianfranco Macchia                      |
| 63  | 23/10/1970     | Roma                     | Domenico Adinolfi   | KO 5        | Giulio Rinaldi                          |
| 64  | 13/02/1971     | Roma                     | Domenico Adinolfi   | PT 12       | Gianfranco Macchia                      |
| 65  | 15/09/1971     | Enna                     | Domenico Adinolfi   | PT 12       | Guerrino Scattolin                      |
| 66  | 04/03/1972     | Roma                     | Gianfranco Macchia  | PT 12       | Domenico Adinolfi                       |
| 67  | 09/08/1972     | Fermo                    | Gianfranco Macchia  | PARI 12     | Renzo Grespan                           |
| 68  | 30/09/1972     | Lecco                    | Mario Almanzo       | PT 12       | Gianfranco Macchia                      |
| 69  | 16/12/1972     | Treviso                  | Renzo Grespan       | PT 12       | Mario Almanzo                           |
| 70  | 14/03/1973     | Frosinone                | Domenico Adinolfi   | PT 12       | Renzo Grespan                           |
| 71  | 05/08/1973     | Chiavari                 | Aldo Traversaro     | PT 12       | Domenico Adinolfi                       |
| 72  | 30/01/1974     | Palermo                  | Aldo Traversaro     | KO 11       | Renzo Grespan                           |
| 73  | 26/07/1974     | Sestri Levante           | Aldo Traversaro     | KOT (IM) 10 | Ennio Cometti                           |
| 74  | 11/09/1974     | Rapallo                  | Aldo Traversaro     | KOT 5       | Mario Almanzo                           |
| 75  | 14/02/1975     | Milano                   | Aldo Traversaro     | KO 5        | Franco Feligioni                        |
| 76  | 09/07/1975     | Vieste                   | Aldo Traversaro     | KO 5        | Onelio Grando                           |
| 77  | 08/10/1975     | Arma di Taggia           | Aldo Traversaro     | KOT (IM) 10 | Ennio Cometti                           |
| 78  | 15/07/1976     | Vieste                   | Aldo Traversaro     | KOT (IM) 5  | Sergio Jannilli                         |
| 79  | 22/01/1977     | Pordenone                | Aldo Traversaro     | KOT (AB) 5  | Onelio Grando                           |
| 80  | 11/06/1977     | Pordenone                | Aldo Traversaro     | KOT (IM) 5  | Cristiano Cavina                        |
| 81  | 16/12/1977     | Romano Lombardo          | Ennio Cometti       | KOT (IM) 11 | Onelio Grando                           |
| 82  | 07/04/1978     | Faenza                   | Ennio Cometti       | KO 2        | Cristiano Cavina                        |
| 83  | 26/12/1978     | Piove di Sacco           | Ennio Cometti       | KOT 10      | Gino Freo                               |
| 84  | 20/06/1980     | Cagliari                 | Cristiano Cavina    | KOT (IM) 5  | Lino Lemma                              |
| 85  | 03/09/1980     | Santa Teresa di Gallura  | Cristiano Cavina    | PT 12       | Luciano Sordini                         |
| 86  | 24/01/1981     | Padova                   | Cristiano Cavina    | KO 10       | Gino Freo                               |
| 87  | 26/07/1981     | Cecina                   | Cristiano Cavina    | PT 2        | Ennio Cometti                           |
| 88  | 19/03/1982     | Torino                   | Gennaro Mauriello   | PT 12       | Walter Cevoli                           |
| 89  | 07/10/1982     | Agerola                  | Gennaro Mauriello   | KOT (IM) 6  | Nicola Cirelli                          |
| 90  | 15/04/1983     | Mugnano di Napoli        | Walter Cevoli       | PT 12       | Gennaro Mauriello                       |
| 91  | 14/10/1983     | Milano                   | Walter Cevoli       | PT 12       | Alessandro Casanova                     |
| 92  | 11/09/1984     | Cassano Jonio            | Gennaro Mauriello   | PT 12       | Walter Cevoli                           |
| 93  | 26/07/1985     | Pescara                  | Gennaro Mauriello   | PT 12       | Luciano Di Giacomo                      |
| 94  | 24/05/1986     | Spoleto                  | Noè Cruciani        | KOT 7       | Gennaro Mauriello                       |
| 95  | 20/08/1986     | Pizzo Calabro            | Noè Cruciani        | KOT 2       | Sergio Bosio                            |
| 96  | 31/10/1986     | Albano                   | Noè Cruciani        | PT 12       | Marco Rinaldo                           |
| 97  | 13/02/1988     | Bologna                  | Mwehu Beya          | KO 7        | Alfredo Cacciatore                      |
| 98  | 19/11/1988     | Gragnano                 | Mwehu Beya          | PARI 12     | Mauro Galvano                           |
| 99  | 09/06/1989     | Pomezia                  | Mwehu Beya          | PT 12       | Mauro Galvano                           |
| 100 | 01/06/1991     | Ragusa                   | Andrea Magi         | PT 12       | Marco Rinaldo                           |
| 101 | 12/03/1992     | Pesaro                   | Andrea Magi         | PT 12       | Salvatore Di Salvatore                  |
| 102 | 24/06/1992     | Salice Terme             | Andrea Magi         | KOT (IM) 9  | Marco Rinaldo                           |
| 103 | 03/06/1995     | Casavatore               | Yawe Davis          | KOT 2       | Giovanni Nardiello                      |
| 104 | 20/06/1998     | Arezzo                   | Yawe Davis          | KOT (IM) 5  | Mario Tonus                             |
| 105 | 21/11/1998     | Langhirano               | Yawe Davis          | PT 10       | Massimiliano Saiani                     |
| 106 | 19/10/2001     | Azzano Mella             | Mario Tonus         | PT 10       | Massimiliano Saiani                     |
| 107 | 20/04/2002     | Aprica                   | Leonardo Turchi     | PT 10       | Massimiliano Saiani                     |
| 108 | 20/07/2002     | San Benedetto del Tronto | Leonardo Turchi     | PT 8 (DT)   | Simone Cannelli                         |
| 109 | 25/04/2003     | Toscolano Maderno        | Massimiliano Saiani | PT 10       | Leonardo Turchi                         |
| 110 | 02/04/2004     | Aprilia                  | Massimiliano Saiani | PT 10       | Paolo Ferrara                           |
| 111 | 18/02/2005     | Rovigo                   | Antonio Brancalion  | PT 10       | Massimiliano Saiani                     |
| 112 | 26/12/2005     | Grosseto                 | Remo Tatangelo      | PARI 10     | Leonardo Turchi                         |
| 113 | 28/04/2006     | Scandicci                | Remo Tatangelo      | PARI 2 (TD) | Leonardo Turchi                         |
| 114 | 15/07/2006     | Sequals                  | Leonardo Turchi     | PT 10       | Remo Tatangelo                          |
| 115 | 08/06/2007     | Pisa                     | Dario Cichello      | PT 10       | Massimiliano Saiani                     |
| 116 | 16/11/2007     | Pisa                     | Dario Cichello      | PT 10       | Francesco Versaci                       |
| 117 | 15/03/2008     | Pisa                     | Dario Cichello      | KOT 5       | Vincenzo Imparato                       |
| 118 | 15/09/2008     | Reggio Calabria          | Francesco Versaci   | PT 10       | Maurizio Lovaglio                       |
| 119 | 28/05/2009     | Ravenna                  | Francesco Versaci   | KOT 6       | Vincenzo Imparato                       |
| 120 | 30/07/2010     | Enna                     | Danilo D'Agata      | PT 10 UD    | Roberto Cocco                           |
| 121 | 13/05/2011     | Catania                  | Danilo D'Agata      | PT 10 UD    | Emanuele Barletta                       |
| 122 | 24/02/2012     | Roma                     | Orial Kolaj         | PT 10 SD    | Danilo D'Agata                          |
| 123 | 13/07/2012     | Velletri                 | Emanuele Barletta   | PT 10 DU    | Lorenzo Di Giacomo                      |
| 124 | 14/12/2012     | Roma                     | Emanuele Barletta   | KOT 7       | Mirco Ricci                             |
| 125 | 31/05/2013     | Rivarolo Canavese        | Stefano Abatangelo  | ABB 7       | Emanuele Barletta                       |
| 126 | 14/03/2014     | Roma                     | Mirco Ricci         | PT 10       | Nicola Ciriani                          |
| 127 | 18/07/2014     | Roma                     | Mirco Ricci         | PT 10       | Lorenzo Di Giacomo                      |
| 128 | 05/06/2015     | Cattolica                | Orial Kolaj         | PT 10       | Stefano Abatangelo                      |
| 129 | 03/07/2016     | Palermo                  | Benito Cannata      | ND 2        | David Rettori                           |
| 130 | 21/10/2017     | Pordenone                | Nicola Ciriani      | PT 7        | Stefano Abatangelo                      |
| 131 | 02/02/2018     | Firenze                  | Vigan Mustafa       | TKO 2       | Nicola Ciriani                          |